# يوهان سيغسموند الشولتز
يوهان سيغسموند الشولتز (بالإنجليزية: Johann Sigismund Elsholtz) (1623-1688) عالم طبيعة وعالم نبات ألماني من فرانكفورت (أودر)